# Метох
Метохът (на гръцки: μετόχι в ед.ч. – имащ дял, μετόχια в мн.ч.) е отдалечено подразделение на православен манастир.
Обикновено се намира в населено място или близо до него. Обитава се и се обслужва от монаси или монахини. Състои се от култови, жилищни и стопански постройки. В метоха се извършват богослужения, приемат се изповедници, устройват се поклонничества.
През годините на османското владичество в българските земи метосите спомагат за запазването на православната вяра и богослужение на български език. Те са място за разпространение на идеи и книжнина. Често към тях функционират килийни училища, които поддържат елементарната грамотност сред българите..